# Adam Stankiewicz

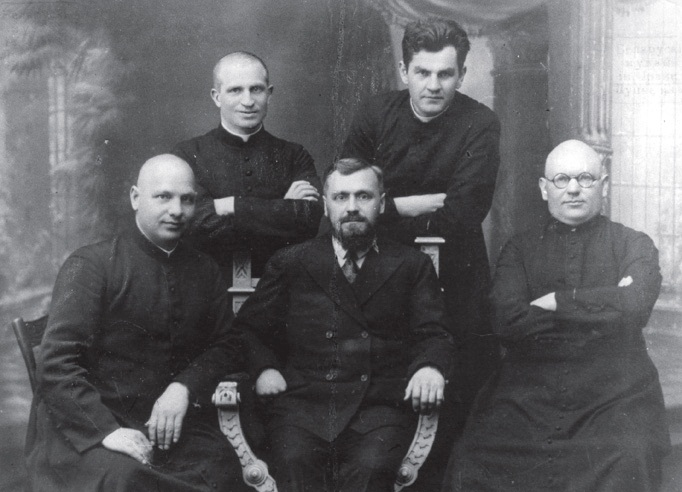
Liderzy BChD. Pierwszy z lewej ks. Adam Stankiewicz

Adam Stankiewicz, biał. Адам Станкевіч (ur. 6 stycznia 1892 we wsi Orlenięta, zm. 4 grudnia 1949 w łagrze koło Tajszetu w obwodzie irkuckim w ZSRR) – duchowny katolicki białoruskiego pochodzenia, białoruski wydawca, pisarz, publicysta i działacz narodowo-religijny.

## Życiorys
W latach 1902–1908 uczył się w szkołach miejskich w Borunach, Holszanach i Oszmianie. Związał się z białoruskim ruchem kulturalno-narodowym skupionym wokół pisma „Наша Ніва”. W 1914 r. ukończył katolickie seminarium duchowne w Wilnie. Służbę duszpasterską rozpoczął w kościele w Dziśnie. Do 1917 r. studiował prawo w katolickiej akademii duchownej w Petersburgu. W tym czasie został przewodniczącym studenckiego kółka białoruskiego. Był autorem licznych artykułów w pismach „Наша Ніва”, „Дзянніца”, „Светач”, „Крыніца”. Walczył o możliwość wygłaszania kazań po białorusku. Na początku 1917 r. związał się z białoruskim ruchem chrześcijańsko-demokratycznym. W maju tego roku brał udział w zjeździe białoruskich duchownych katolickich w Mińsku. Wygłosił referat o białoruskim ruchu narodowym i powiązaniach z kościołem katolickim na obszarze Białoruskiej SRR. Zaczął wydawać pismo „Беларуская крыніца”, w którym były drukowane jego utwory. Po odrodzeniu państwa polskiego 1918 r., wyjechał do Drohiczyna. Po ustanowieniu Białoruskiej Republiki Ludowej wszedł w skład Rady BRL. W 1919 r. przyjechał do Wilna. Uczył w białoruskim gimnazjum. W latach 1922–1928 był posłem do polskiego Sejmu z listy Bloku Mniejszości Narodowych. Wraz z ks. Wincentem Hadleŭskim reprezentował chadecko-narodowy odłam w ruchu białoruskim, przeciwny opcji skierowanej ku Białoruskiej Socjalistycznej Republice Radzieckiej. W czasie działalności parlamentarnej występował za obroną białoruskich interesów narodowych, walczył o zgodę na zakładanie kolejnych szkół białoruskich i wygłaszanie kazań po białorusku. Od 1925 r. zasiadał w klubie poselskim Białoruskiego Związku Włościańskiego. W 1926 r. założył w Wilnie białoruskie wydawnictwo im. Franciszka Skaryny, wydające głównie białoruskie publikacje o charakterze katolickim. W tym samym roku wraz z ks. W. Hadleŭskim współzakładał Białoruską Chrześcijańską Demokrację, która w 1935 r. przekształciła się w Białoruskie Zjednoczenie Ludowe. Od 1927 r. wydawał pismo „Хрысціянская думка”. Wspierał pisma „Калоссе”, „Самапомач”, „Шлях моладзі”. Należał do kierownictwa Białoruskiego Komitetu Narodowego w Wilnie, Towarzystwa Szkoły Białoruskiej, Instytutu Kultury Białoruskiej i Białoruskiego Instytutu Gospodarki i Kultury z siedzibą w Warszawie. Od 1930 r. pełnił obowiązki opiekuna duchownego Białoruskiego Związku Studentów. Pisał książki dotyczące historii ziem białoruskich i Białorusinów, m.in. „Вітаўт Вялікі і Беларусы”, „Доктар Францішак Скарына – першы друкар беларускі”, „Магнушэўскі, Паўлюк Багрым, Баброўскі”, „Да гісторыі беларускага палітычнага вызвалення”, „Міхал Забэйда-Суміцкі і беларуская народная песня”. Po włączeniu Wileńszczyzny do Litwy jesienią 1939 r., stanął na czele Centrum Białoruskiego w Wilnie, działającego na rzecz poprawy sytuacji ludności białoruskiej. Po zajęciu Litwy przez Armię Czerwoną w czerwcu 1940 r., znalazł się pod ścisłym nadzorem NKWD. 22 maja 1941 r. w jego mieszkaniu została przeprowadzona rewizja. Jednak NKWD nie zdążyło go już aresztować i skazać ze względu na atak wojsk niemieckich na ZSRR 22 czerwca tego roku. Ksiądz A. Stankiewicz oprócz pracy duszpasterskiej w języku ojczystym w Wilnie, działał na rzecz otwierania białoruskich szkół. Uczył w gimnazjum białoruskim w okupowanym Wilnie, stojąc przez pewien czas na jego czele. Wydawał pismo „Kрыніца”. Był autorem książek pt. „Вучнёўскі малітаўнічак” і „Патрэбнейшыя выняткі з Рытуалу”. Po zajęciu przedwojennych południowo-wschodnich obszarów II RP przez Armię Czerwoną w poł. 1944 r., pozostał na ich terenie. Pod koniec 1944 r. został aresztowany przez NKWD, ale wkrótce zwolniony. W 1949 r. ponownie go aresztowano, po czym 31 sierpnia tego roku skazano pod zarzutem prowadzenia „antyradzieckiej propagandy” i szpiegostwa na rzecz Japonii na karę 25 lat pozbawienia wolności.
Był bratem Jana Stankiewicza i Stanisłaua Stankiewicza, także białoruskich działaczy narodowych.